# Tränviksmossens naturreservat
Tränviksmossens naturreservat är ett naturreservat i Heby kommun i Uppsala län.
Området är naturskyddat sedan 2003 och är 157 hektar stort. Reservatet består av hällmarkstallskog, lövrik barrnaturskog och sumpskogar. En stor del av reservatet består även av blockmark i form av ändmorän från istidens slut. Det finns gott om mossor och lavar som t.ex. skägglav som trivs på gamla granar.

## Miljöbilder

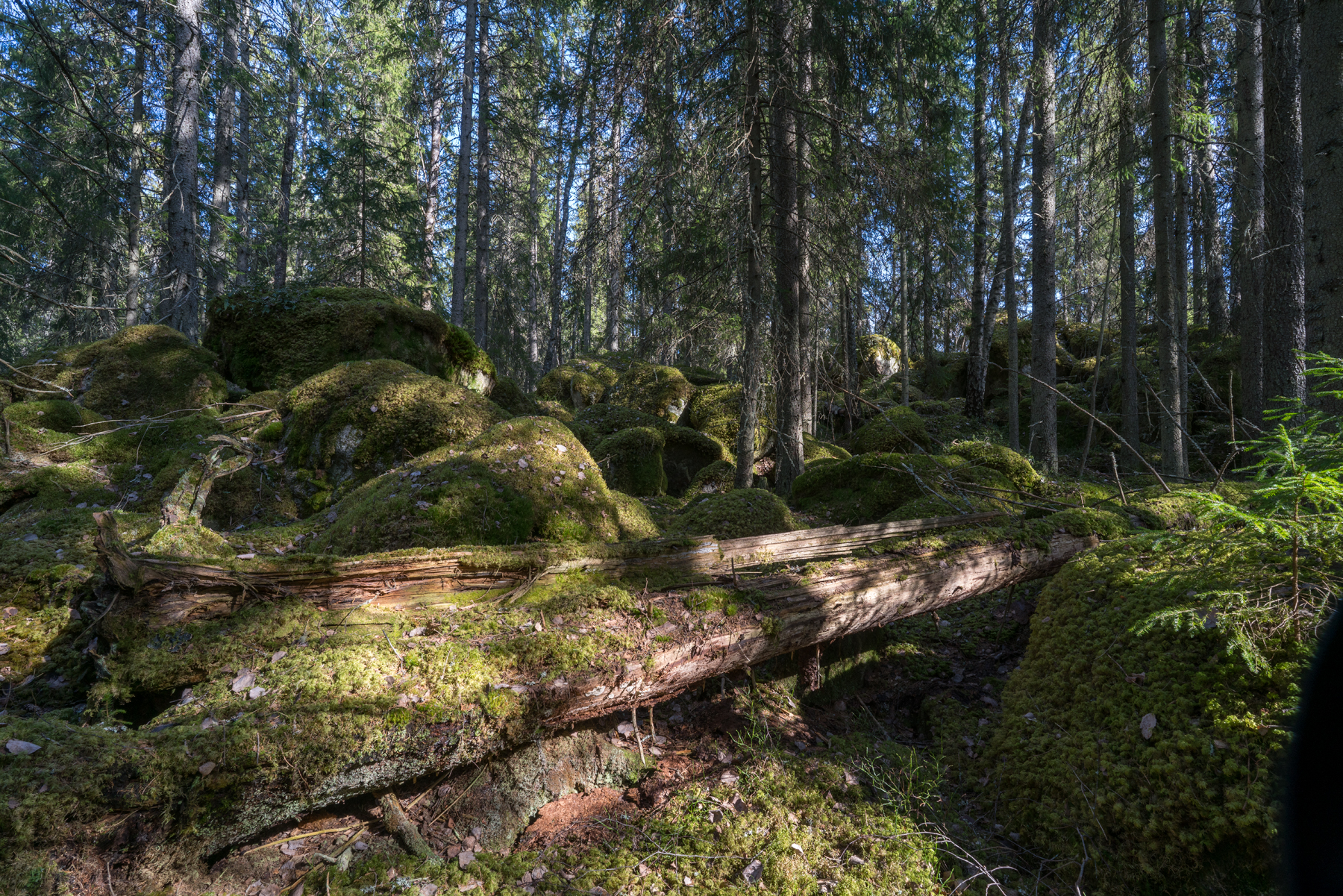
Ändmorän bestående av stora stenblock från istidens slutskede.
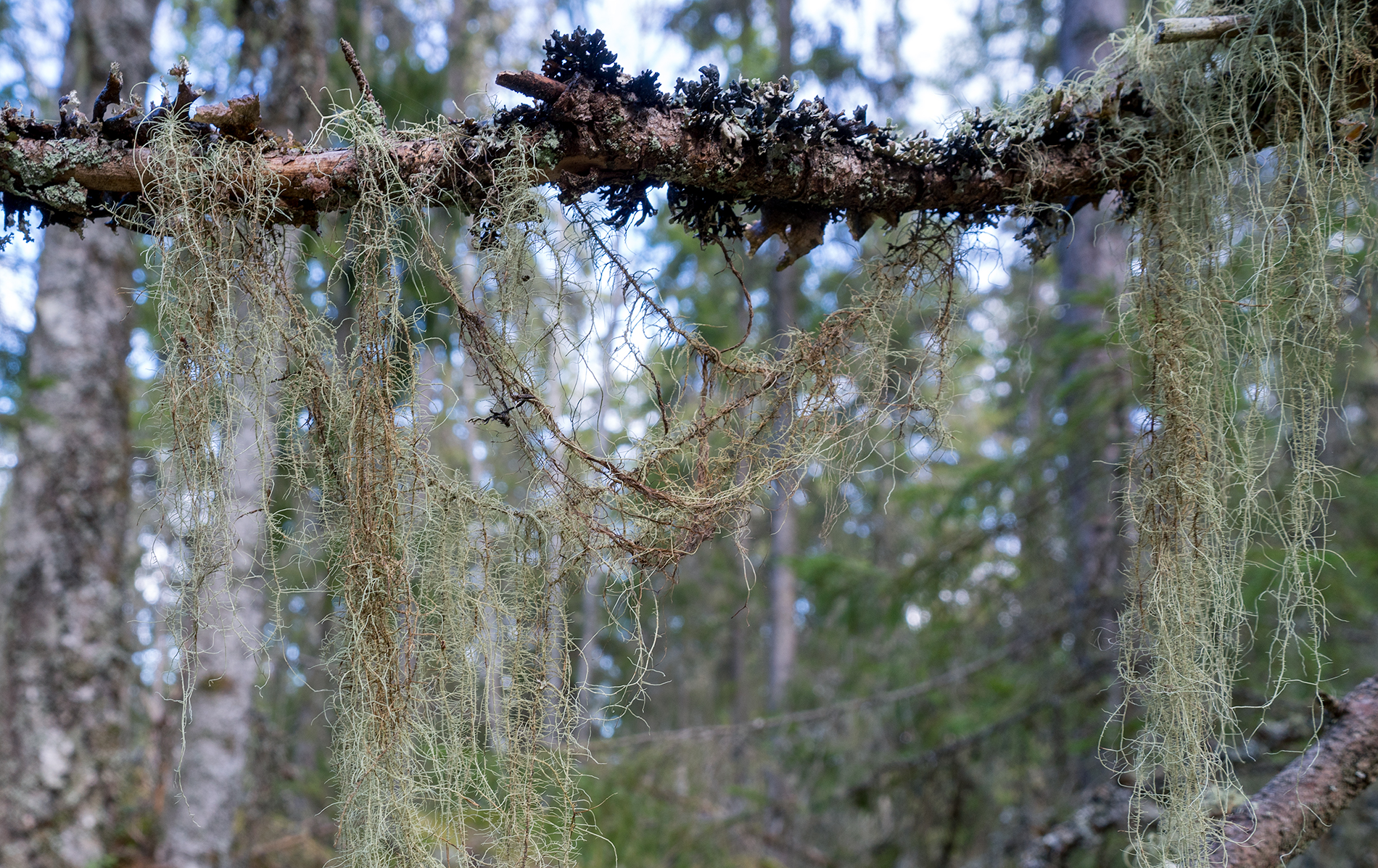
Skägglav - Usnea filipendula.
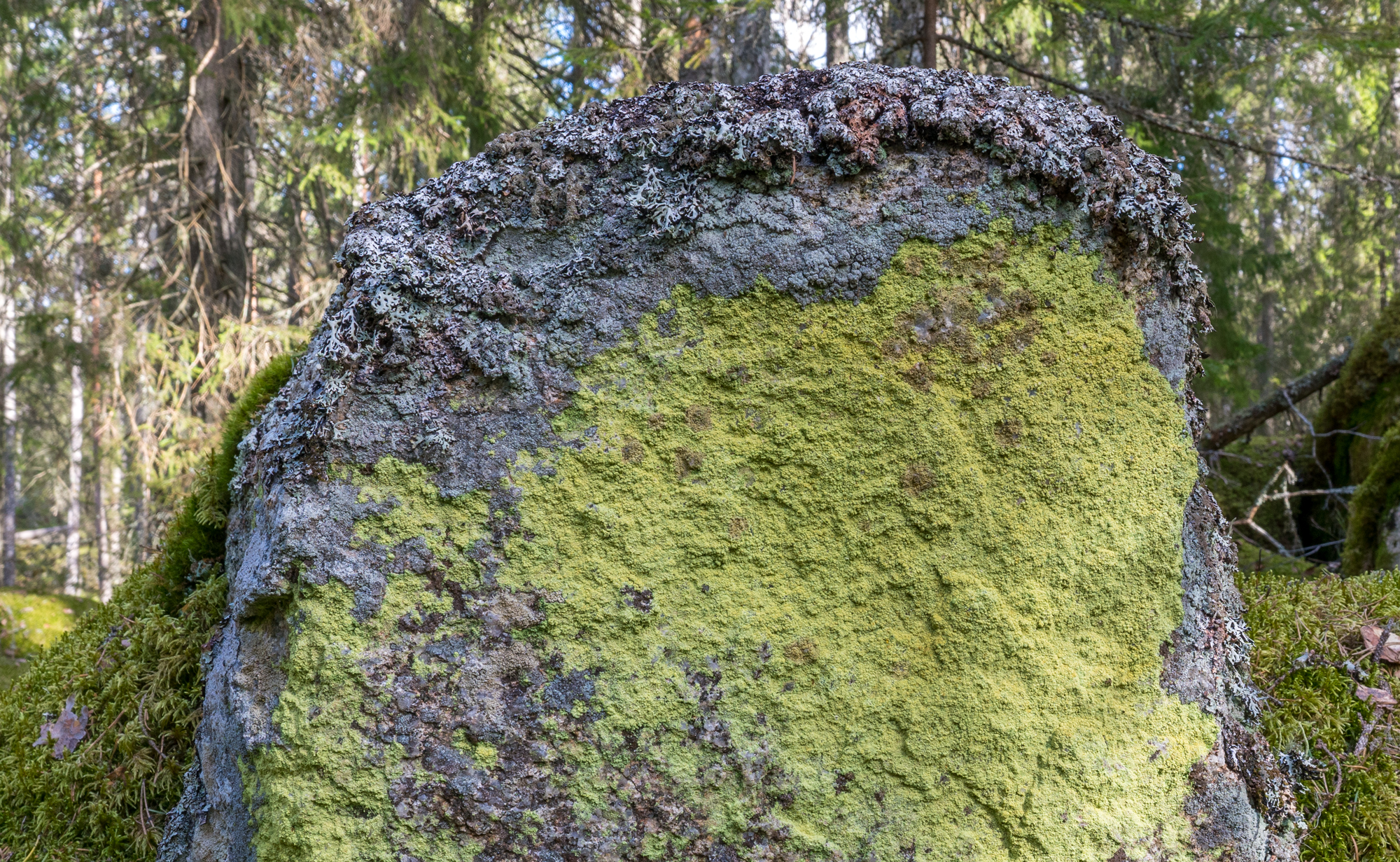
Citrongul skivlav - Psilolechia lucida.
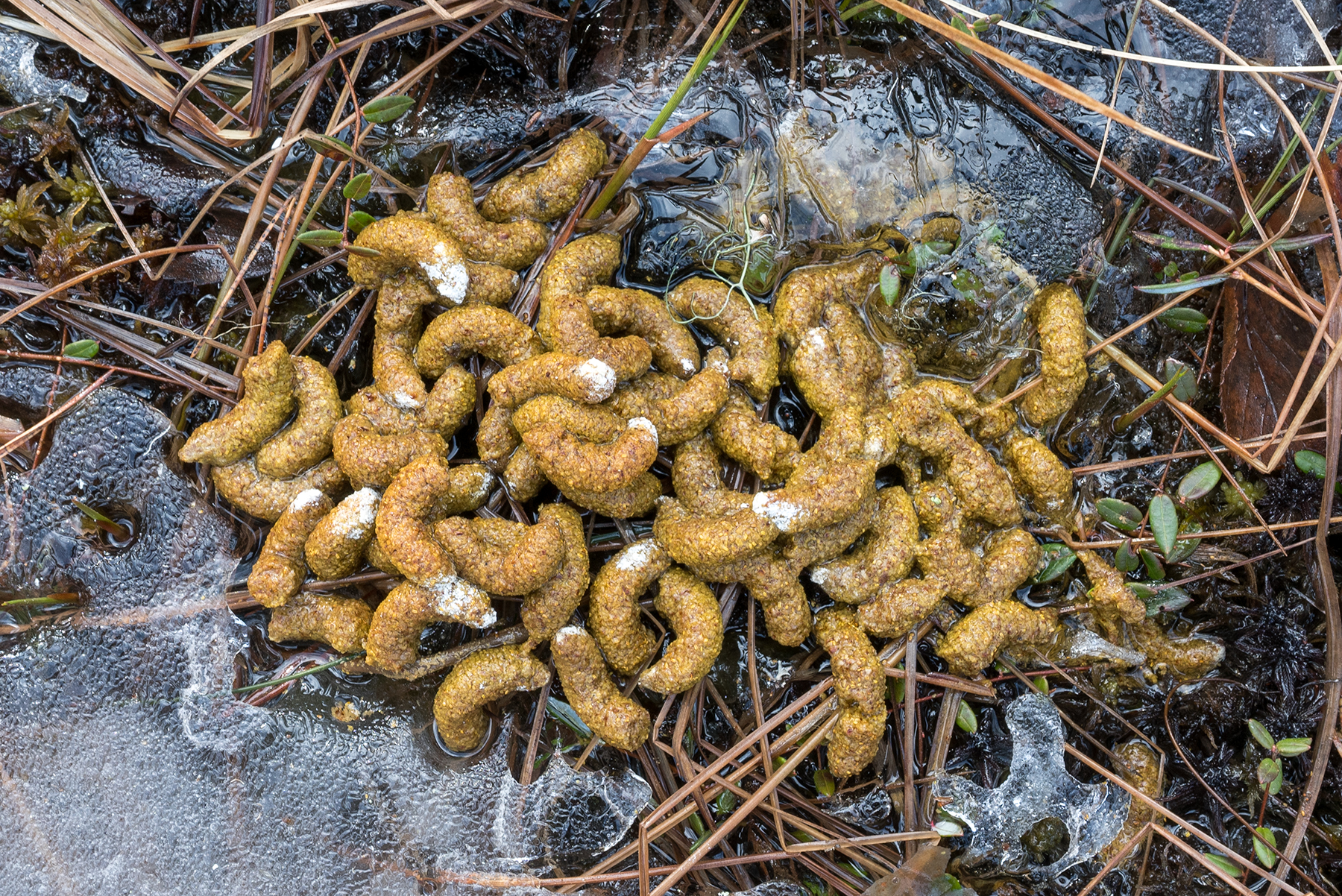
Spillning efter orre.